# Mensdorf
Mensdorf (Luxemburgs: Menster) is een plaats in de gemeente Betzdorf en het kanton Grevenmacher in Luxemburg.
Mensdorf telt 767 inwoners (2001).

## Geboren
- Nicolas Birnbaum (1880-1954), meubelontwerper, -maker en interieurarchitect